# Historia de una escalera (película)
Historia de una escalera es una película española de 1950, del género drama, dirigida por Ignacio F. Iquino a partir de la obra teatral homónima de Antonio Buero Vallejo.

## Sinopsis
En un bloque de pisos de una barriada, las vidas de los vecinos se cruzan. Fernando (José Suárez), un joven de clase social baja debe casarse con Elvira (Juana Soler), una joven de que procede de una familia sin problemas económicos.

## Reparto
- José Suárez - Fernando
- Elvira Quintillá - Carmina
- Maruchi Fresno - Trini
- Juana Soler - Elvira
- Fernando Nogueras - Urbano
- Leonor María - Rosa
- Pablo Bofill
- María Zaldívar
- Camino Garrigó